# Scotopteryx umbrifera
Scotopteryx umbrifera är en fjärilsart som beskrevs av Louis Beethoven Prout 1914. Scotopteryx umbrifera ingår i släktet backmätare, och familjen mätare. Inga underarter finns listade.